# Erich Bergel
Erich Bergel   (Râșnov, 1 de juny de 1930 - Ruhpolding, 3 de maig de 1998) fou un flautista i director d'orquestra romanès.

## Carrera
Nascut a Râşnov, Bergel era flautista de la Hermannstädter Philharmoniker als 18 anys. De 1950 a 1955 va estudiar direcció, orgue i composició a l'Acadèmia de Música Gheorghe Dima de Cluj-Napoca (Klausenburg). Va ser nomenat director titular de l'Orquestra Filharmònica de Cluj i director convidat de l'Orquestra Filharmònica de Bucarest.
Va abandonar Alemanya, on va ser promogut per Herbert von Karajan. Va dirigir notables orquestres en gires a París, Auckland, Los Angeles, Berlín, Viena i Ciutat del Cap. També va ser professor a la "Hochschule der Künste" de Berlín.
Del 1971 al 1974 va ser el director principal de la Nordwestdeutsche Philharmonie a Herford. Els va dirigir en una gravació de Les Djinns, un poema simfònic per a piano i orquestra de César Franck, amb el pianista Volker Banfield. El 1989 va ser nomenat director principal per tota la vida de l'Orquestra Filharmònica de Budapest. El 1991 va gravar el Segon concert per a violí de Béla Bartók amb Silvia Marcovici i l'Orquestra de la Ràdio de Budapest. Va gravar el seu arranjament del Die Kunst der Fuge de Bach amb l'Orquestra Filharmònica de Cluj. Va morir el 1998 a Ruhpolding.

## Publicacions
- Johann Sebastian Bach, L'art de la fuga: la seva base intel·lectual sota el signe de la bipolaritat temàtica, Brockhaus Musikverlag Bonn, 1980, ISBN 3-922173-00-4
- Darrera fuga de Bach, Brockhaus Musikverlag Bonn, 1985, ISBN 3-922173-03-9.